# Adler Adelina
Adler Adelina, Aquila Adler Adelina, eredeti nevén Adler Adél (Budapest, 1888. szeptember 24. – Bécs, 1976. február 29.) opera-énekesnő (koloratúrszoprán).

## Élete
Édesapja Budweisből származó lakatos volt, aki nyitrai származású feleségével Budapesten telepedett le, ahol kisiparosból módos „gyárossá” nőtte ki magát. Nyolc gyermekükből Adél mellett ifj. Lajos is operai tag lett kóristaként A család a 20. század elején Pécelre költözött.
Előbb a budapesti Sacré Coeur kongregáció leánynevelő intézetében, majd 1907-től a Zeneakadémián tanult Maleczkyné Ellinger Jozefa növendékeként. 1909-es eltanácsolása után Münchenben Bianca Bianchinél képezte tovább magát. 
Első fellépése 1912-ben Budapesten a Népoperában, a Sevillai borbély Rosina szerepében volt. 1912-től a Népoperának, 1915-től pedig a Népopera jogutódjának az Operaháznak a tagja volt. 1921-től külföldön, Genfben élt, ahol az Aquila művésznevet vette fel. Sikerrel vendégszerepelt Moszkvában és Berlinben és New Yorkban is. 1924-ben, sikerei csúcsán egy végzetes hangszálbetegség következtében, karrierje befejeződött. Küzdelme a betegséggel egy életen keresztül zajlott. 1926-ban énekelte utoljára Alfred Picaver partnereként Budapesten a Bohémélet női főszerepét. 1934-ben végleg visszavonult a színpadtól és a pódiumtól egyaránt. 
A későbbiekben Németországban zenepedagógusnak tanult, és élete második felében pedig, mint jelentős zenepedagógus dolgozott, akinek működését tehetséges növendékek sokasága jelezte, kezdetben Budapesten, később haláláig Bécsben. 
Budapesten, a Farkasréti temetőben helyezték örök nyugalomra. Pécelen máig ápolják emlékét.

## Főbb szerepei
- Erkel Ferenc: Bánk bán – Melinda
- Charles Gounod: Faust –  Margaréta
- Gioachino Rossini: A sevillai borbély – Rosina
- Giacomo Puccini: Bohémélet – Mimi
- Jacques Offenbach: Hoffmann meséi – Olympia, Giulietta, Antonia
- Giuseppe Verdi: Rigoletto – Gilda

## Könyve
- Amikor a lélek felszabadul... Budapest, 1940. (Aquila Adler Adelina néven)